# Cabin Fever: Patient Zero
Cabin Fever: Patient Zero è un film del 2014 diretto da Kaare Andrews.
Pellicola horror statunitense, sceneggiata da Jake Wade Wall, che fa da prequel ai fatti narrati in Cabin Fever e in Cabin Fever 2 - Il contagio. Il film è stato girato a Samanà, Repubblica Dominicana.

## Trama
Marcus, prossimo al matrimonio con Kate, arriva ai Caraibi per festeggiare il suo addio al celibato in compagnia del fratello Josh e degli amici Dobbs e Penny a bordo di una barca.
Nel frattempo, in una delle isole vicine, all'interno di una struttura segreta, un'équipe di medici presieduta dal Dr. Edwards e dalle sue assistenti Bridgett e Camila, sta tenendo in quarantena Porter, il cosiddetto paziente zero di una nuova e devastante epidemia di fascite necrotizzante che ha già mietuto diverse vittime nei dintorni.
Porter viene tenuto imprigionato e sotto osservazione poiché non soltanto potrebbe causare il propagarsi della pandemia con il suo sangue, ma potrebbe rappresentare anche una possibile cura al virus poiché egli stesso è immune al contagio.
Edwards, Bridgett e Camila proseguono con gli esperimenti provando un vaccino su un uomo infetto, ma durante l'operazione Bridgett, privata egoisticamente dal Dr Edwards dell'unica tuta antivirus rimasta, viene contagiata.
Marcus e i suoi amici attraccano la barca vicino alla spiaggia dell'isola e durante un'immersione nella barriera corallina, Penny e Josh si rendono conto che la maggior parte dei pesci sono morti e in avanzato stato di decomposizione. Una volta tornata nella sua tenda, la ragazza scopre di avere un principio di rash cutaneo sulle braccia e sulle spalle.
Durante un rapporto sessuale con Penny, Josh entra in contatto con le ferite infette della ragazza che inizia a stare sempre peggio.
Cercando un soccorso medico sull'isola, Marcus e Dobbs arrivano all'edificio che ospita gli esperimenti ma giunti a destinazione notano un vero e proprio bagno di sangue: i laboratori sono pieni di cadaveri e l'infezione si è ormai propagata all'interno della struttura.
Josh inizia a manifestare i primi sintomi del contagio e in preda al panico lascia da sola Penny sulla spiaggia e raggiunge gli altri due amici all'edificio. Qui si imbattono in Bridgett - ormai quasi senza pelle - Camila, Edwards e Porter.
Venuti a conoscenza della verità sulla gravità del virus, il gruppo decide di dividersi: Camilla, Porter e Marcus si dirigono al centro di comando per attivare il sistema di autodistruzione della struttura in modo da circoscrivere la pandemia.
Dobbs e Josh scortano Edwards e Bridgett all'esterno dei laboratori ma vengono entrambi uccisi con l'inganno dai due medici ricercatori.
Una volta raggiunta la spiaggia Bridgett cerca si scappare con il canotto con cui i ragazzi erano approdati ma viene fermata da Penny.
Lo scontro tra le due ragazze risulterà fatale ad entrambe a causa dell'avanzato stato di necrosi di cui ormai sono vittime.
Attivato il sistema di autodistruzione e arrivati alla spiaggia, Marcus scopre che i suoi amici sono tutti morti ed Edwards viene raggiunto e ucciso da Porter.
Mentre i laboratori segreti vengono distrutti dall'esplosione, i tre sopravvissuti - Marcus, Porter e Camila - raggiungono la barca con il canotto e si allontanano in mare aperto.
Durante la navigazione, di nascosto, Porter infetta con il suo sangue due bottiglie di acqua e le offre a Camila e a Marcus per rinfrescarsi, prima di fuggire con il canotto facendo perdere le sue tracce.
Durante i titoli di coda scorrono al contrario le immagini che spiegano come si sia potuto diffondere il virus all'interno dei laboratori uccidendo tutti i medici e i ricercatori: durante la quarantena Porter riesce ad infettare il topolino da laboratorio di Bridgett che eludendo i protocolli propagherà la morte.